# Beit HaArava
Beit HaArava est un kibboutz colonial situé en Cisjordanie, territoire palestinien occupé par Israël depuis 1967.

## Histoire

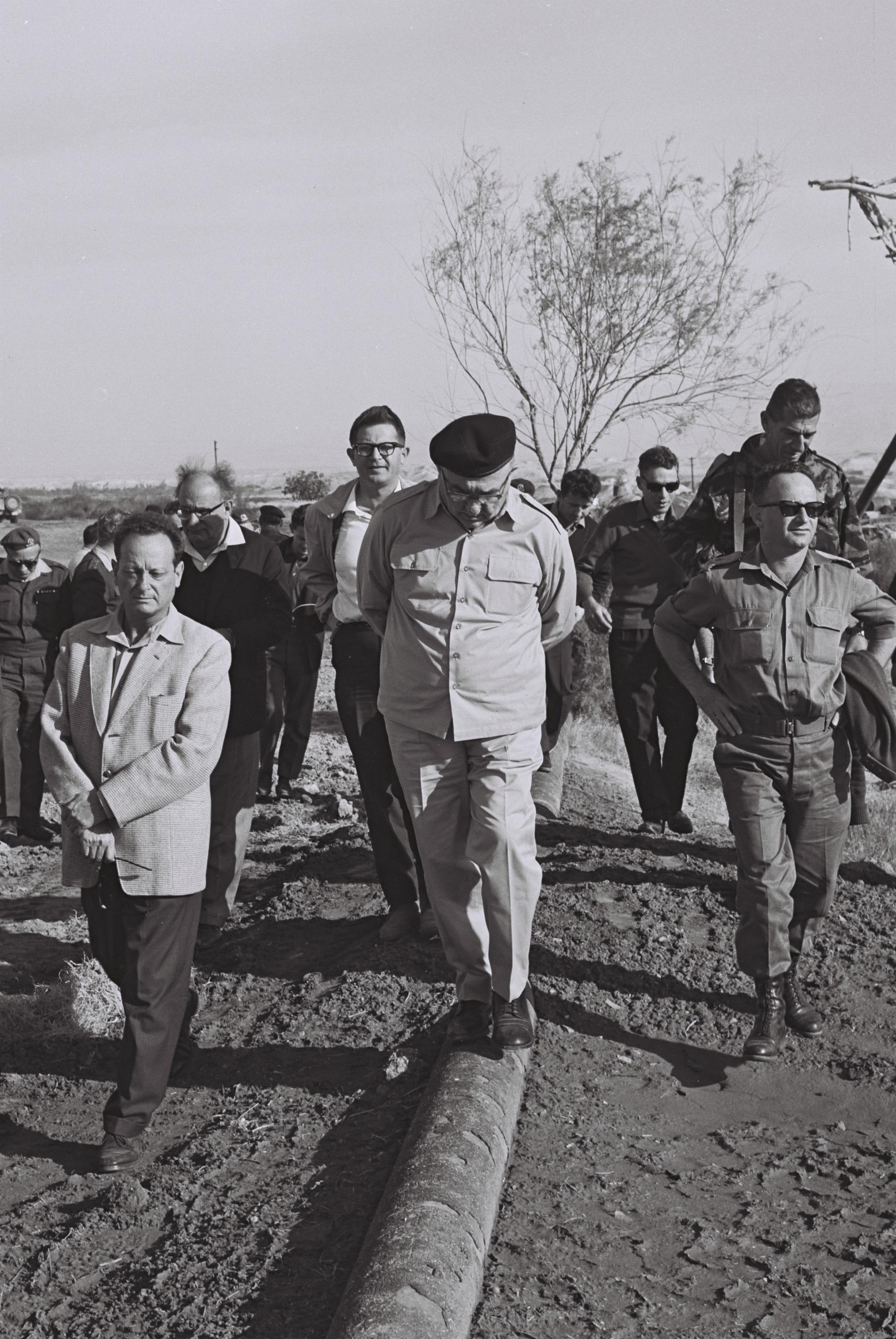
Le premier ministre israélien Levi Eshkol, au centre, en visite à Beit HaArava, en Cisjordanie occupée, le 11 décembre 1967.

Le kibboutz se situe en Cisjordanie, entre la route 1 et 90, à 20 kilomètres au sud de Jéricho. Il a été créé en 1939 par des membres du Betar, dont David Coren futur membre de la Knesset.
Abandonné en 1948, à la suite de la guerre israélo-arabe, le site devient une colonie du Nahal en 1980.

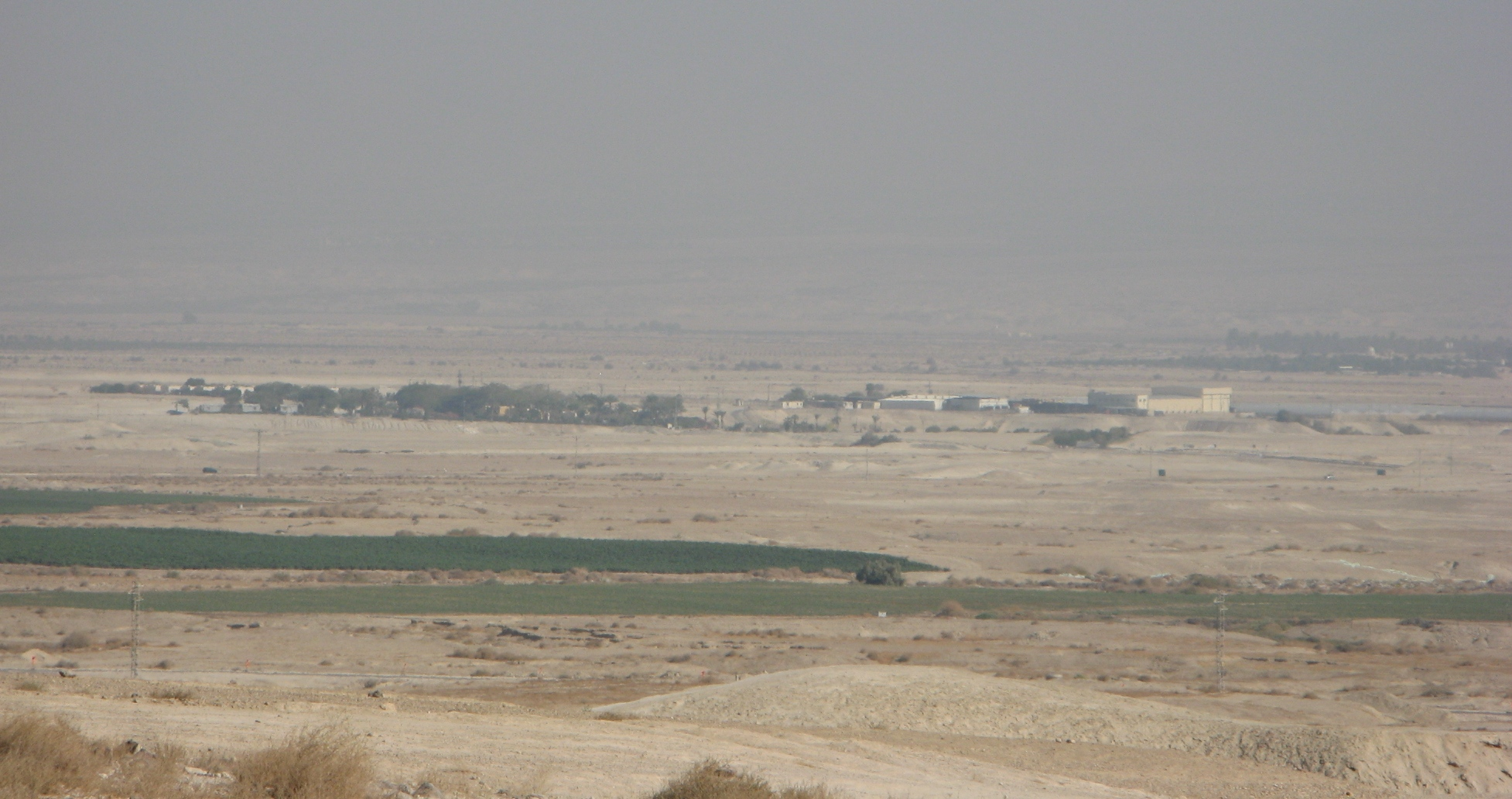
Beit HaArava en 2010.

## Activités du kibboutz
Le kibboutz possède des panneaux solaires de 210 000 m2 d'une puissance de 5 mégawatts.